# Xã Arendahl, Quận Fillmore, Minnesota
Xã Arendahl (tiếng Anh: Arendahl Township) là một xã thuộc quận Fillmore, tiểu bang Minnesota, Hoa Kỳ. Năm 2010, dân số của xã này là 337 người.